# Bãi biển Warszawa

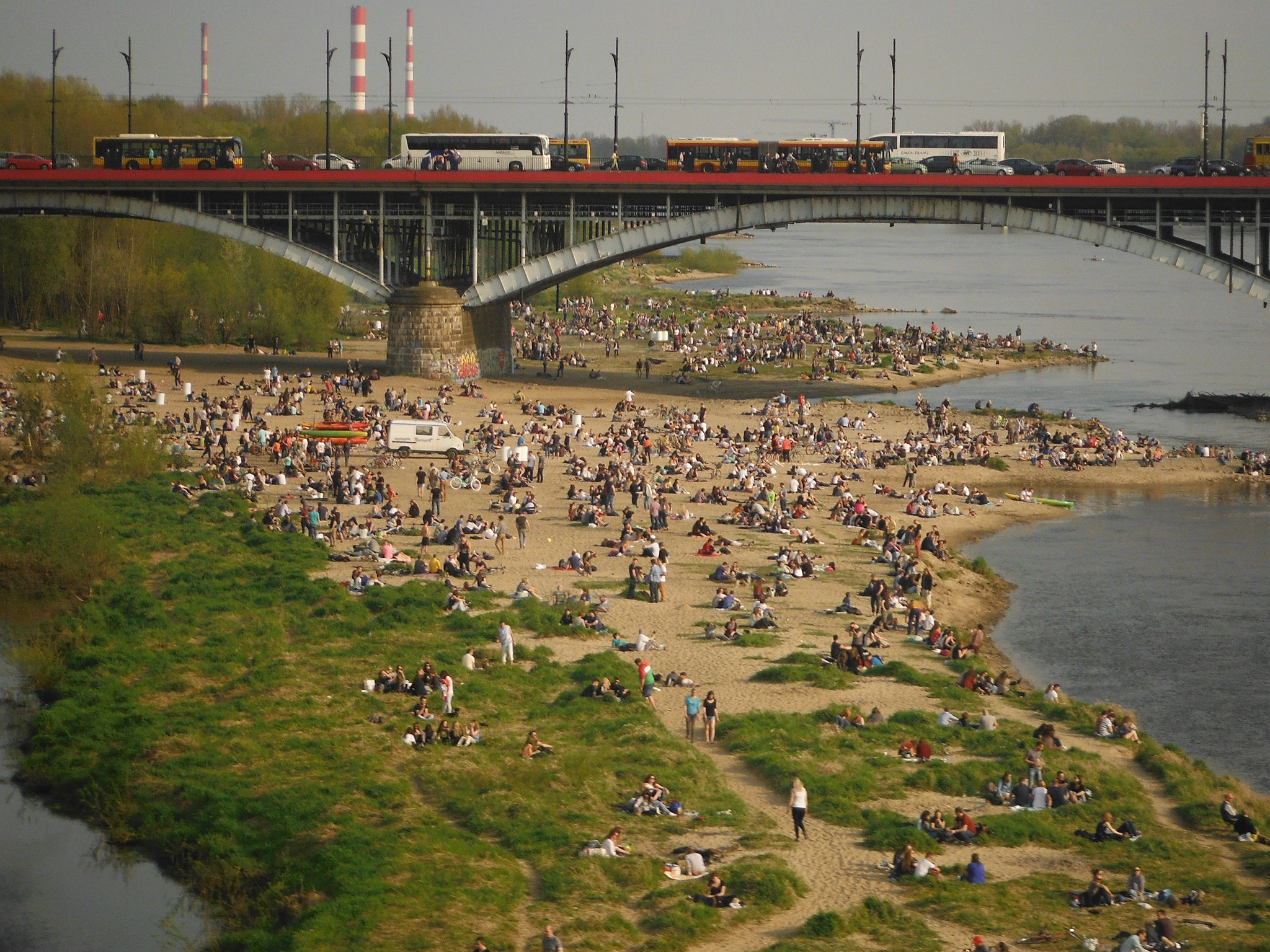
Bãi biển cạnh cầu Poniatowski.

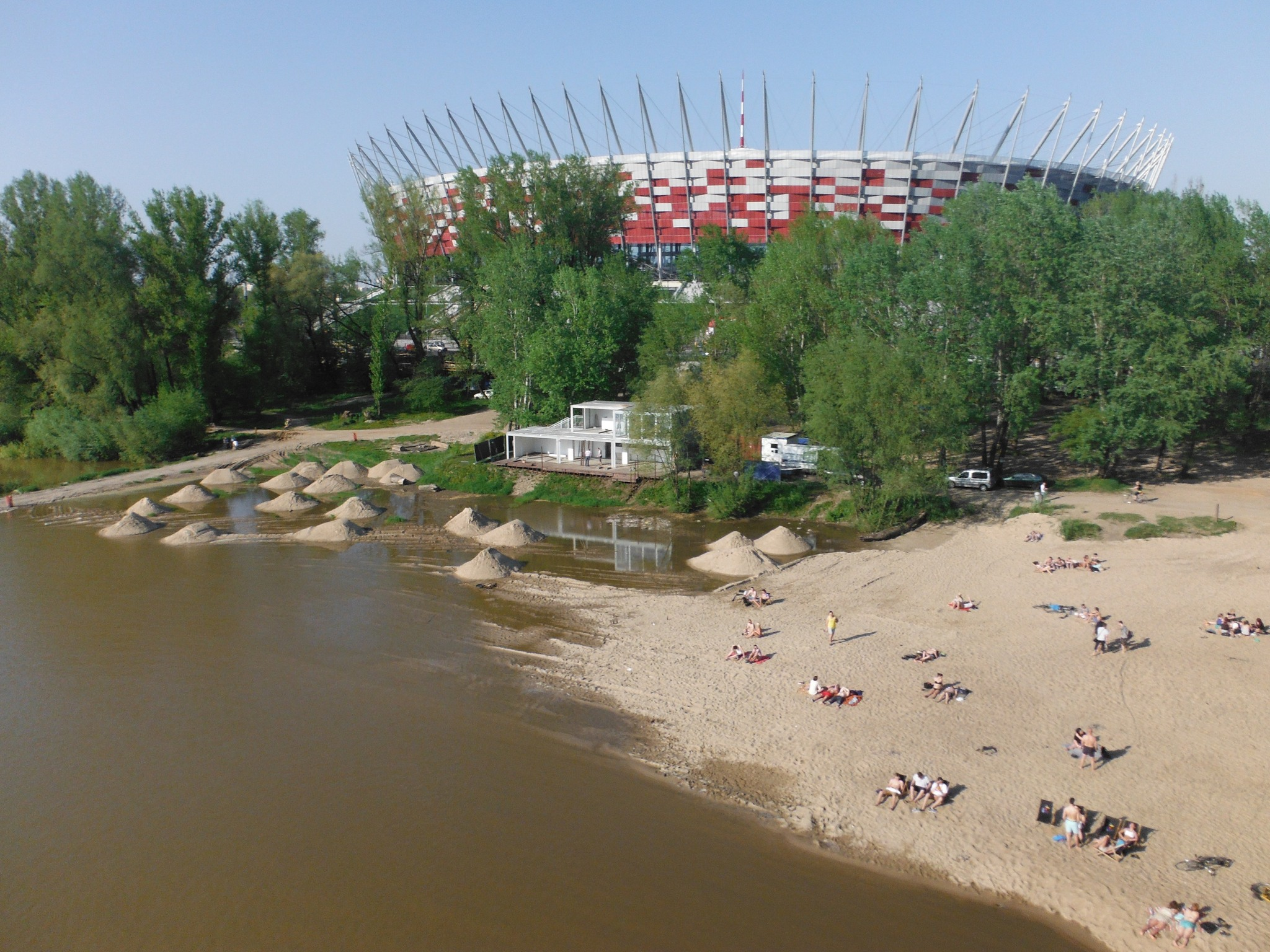
Bãi biển cạnh cầu Poniatowski.

Các bãi biển ở Warszawa - khu vực giải trí được thiết lập như là một nơi để tắm nắng ở Warszawa, Masovian Voivodeship; ở Ba Lan.
Các bãi biển ở Warszawa bắt đầu trở nên phổ biến với việc tắm nắng trong thời kỳ giữa thế kỷ 20. Xung quanh bờ kè Miedzeszyński (Wal Miedzeszyński) có chức năng như một khu vực bãi biển nổi tiếng, điều này bao gồm bãi biển Kozlowski Brothers (Plaza Braci Kozłowskich) và đô thị biểnPoniatówka - cả hai đều có nhà rạp gỗ và phòng thay đồ. Các bãi biển chức năng hiện đại ở Warszawa đã xuất hiện trong "Bãi biển đô thị hàng đầu" của National Geographic trên thế giới.
Các bãi biển hoạt động trong Thế kỷ 21 ở Warszawa là (từ Bắc đến Nam):
- Bãi biển Białołęka (plaża na Białołęce) trong vùng lân cận cầu Maria Skłodowska-Curie.[3]
- Bãi biển Żoliborz (plaża na oliborzu) trong vùng lân cận Trung tâm Olympic (Centrum Olimpijskie).[4]
- Bãi biển của câu lạc bộ âm nhạc La Playa cạnh bên Wybrzeże Helskie, được kết nối bằng một chuyến phà qua Podzamcze.[5]
- Sân vận động Bãi biển (plaża Stadion) trong vùng lân cận Sân vận động Quốc gia, được kết nối bằng phà với Wybrzeże Kościuszkowskie, với một nhà rạp được xây dựng nằm cạnh bãi biển được xây dựng bởi thành phố Warszawa.
- Bãi biển Kryniczna Street Kryniczna (plaża przy ul. Krynicznej) nằm gần Łazienkowska Thoroughfare, bãi biển hoạt động trong hơn 70-80 năm ở cùng một nơi.[6] Bãi biển được kết nối bởi một chuyến phà qua Cypel Czerniakowski.[7]
- Bãi biển Wilanów (plaża Wilanów) nằm ở Aleja Wilanowska.[8]

Vào năm 2014, do sự phổ biến ngày càng tăng của các bãi biển đô thị, thành phố Warszawa đã cho ra mắt tuyến xe điện đêm từ Cầu Poniatowski.